# Der Untergeher
Der Untergeher ist ein Roman des österreichischen Schriftstellers Thomas Bernhard aus dem Jahr 1983. Erzählt wird der berufliche und private Werdegang dreier angehender Konzertpianisten, von denen einer Glenn Gould ist, und deren lebenslange Auseinandersetzung mit dem Anspruch höchster Perfektion.

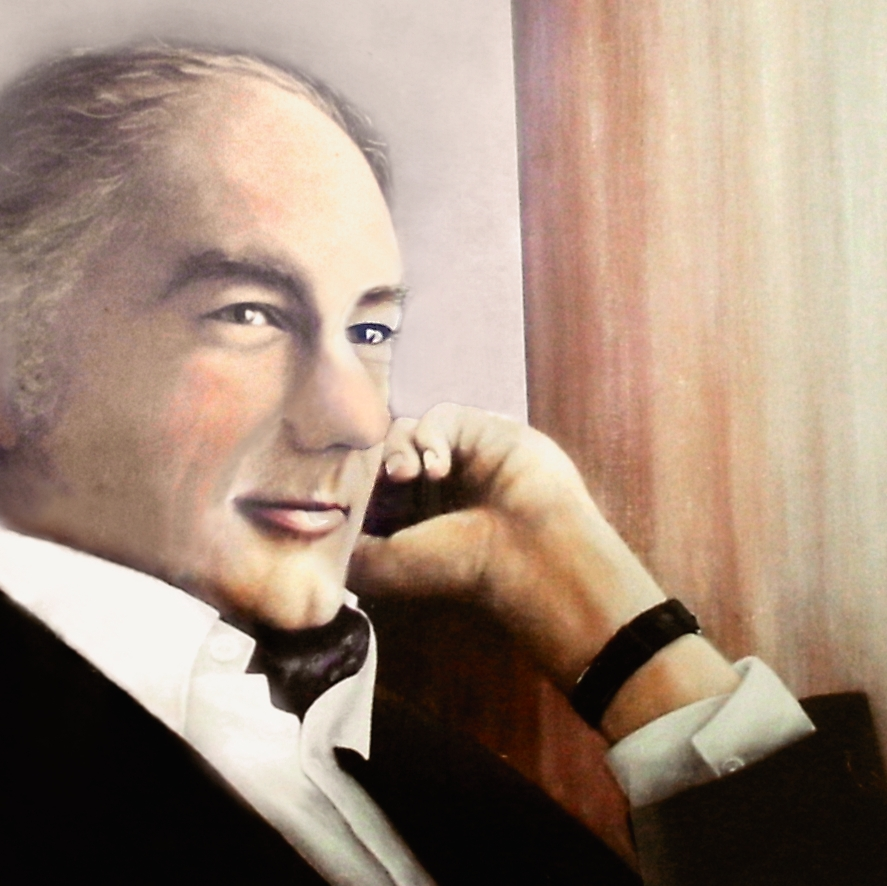
Thomas Bernhard, Bernhardhaus 2009, Foto eines Gemäldes

## Überblick
Der Roman handelt von der Beziehungsproblematik der drei Hauptpersonen: des Ich-Erzählers und Wertheimers sowie des Kanadiers Glenn Gould, alle sind gut situierte Söhne wohlhabender Familien. Der Roman hat auf der Gegenwartsebene nur kleine Aktionen in einem Gasthaus und in Wertheimers Jagdhaus und besteht zu ca. zwei Drittel aus einem Monolog, dem Gedankenstrom („dachte ich“), des Ich-Erzählers über sein Verhältnis zu seinen beiden Freunden sowie die existentielle Situation der nach Perfektion strebenden Künstler. Im letzten Teil unterhält sich der Erzähler mit der Wirtin und dem Waldarbeiter Kohlroser über Wertheimers Leben in Traich.

## Handlung
Dem Roman ist ein Motto vorangestellt: „Lange vorausberechneter Selbstmord, dachte ich, kein spontaner Akt von Verzweiflung.“

### Monolog des Erzählers im Gasthaus „Dichtelmühle“
Zu Beginn des Romans betritt der Erzähler das Gasthaus „Dichtelmühle“ in dem oberösterreichischen Ort Wankham, wo er zum Besuch des nahe liegenden Wertheimer Jagdhauses in Traich übernachten möchte. Er kommt gerade von der Beerdigung Wertheimers in Chur. Sein Freund hat sich wenige Tage zuvor im Alter von 51 Jahren vor dem Haus seiner Schwester aufgehängt.  Im selben Alter ist der Pianist Gould  zuvor in Kanada an einem Schlaganfall am Klavier gestorben. Der Erzähler unterbricht seine Rückreise nach Wien, um im Haus des Freundes Briefe und Dokumente vor der Vernichtung zu bewahren. Während er in der Gaststube auf die Wirtin wartet, erinnert er sich an ihr gemeinsames Interesse an Musik und an ihre unterschiedlichen Lebenswege und er reflektiert ihre ambivalente Beziehung und die Gründe für den Suizid des Freundes:
Wertheimer und der Erzähler studierten Musik in Salzburg und Wien und galten als begabte Pianisten. Um sich weiter zu Klaviervirtuosen zu entwickeln, besuchten sie vor 28 Jahren, 1953, im Mozarteum in Salzburg einen zweieinhalbmonatigen Kurs bei dem berühmten „Horowitz“. Hier freunden sie sich mit dem Kanadier Glenn Gould an. Alle drei waren herausragende Schüler und strebten die höchste Vollkommenheit eines Klaviervirtuosentums an. Weil sie in der  Altstadt keine Ruhe zum Üben hatten, mieteten sie ein Haus in Leopoldskron. Wertheimer und der Erzähler bemerkten schnell bei Goulds Vortrag von Bachs „Goldberg-Variationen“, dass er besser als Horowitz spielte und somit ein für sie unerreichbares Genie, „glenngenial“,  war und sie zweifelten an ihren Fähigkeiten, Spitzenklavierspieler zu werden. V. a. Wertheimer war stark verunsichert und der selbstbewusste und durchsetzungsfähige Kanadier gab ihm deshalb den Namen „Der Untergeher“. Zwei Jahre später, als Gould bei den Salzburger Festspielen die Goldberg-Variationen von Bach vortrug, waren Wertheimer und der Erzähler unter den Zuhörern, um seine Perfektion zu bewundern und zu beneiden. Doch der Erzähler prophezeite Gould, er werde an seiner „Kunstbesessenheit“, an seinem „Klavierradikalismus“ zugrunde gehen. Gould trainierte weiterhin wie besessen, um seine Fertigkeiten auf dem hohen Niveau zu halten, und wurde zwei Jahre lang bei 34 Konzerten in den großen Konzertsälen der Welt von dem „verabscheuten“ Publikum als Klaviervirtuose gefeiert. Dann hatte er genug Geld verdient, um sich bei Toronto ein abgelegenes und gut bewachtes Anwesen im Wald zu kaufen, und lebte dort zurückgezogen allein mit der Musik. Als Wertheimer und der Erzähler ihn vor zwölf Jahren viereinhalb Monate lang in New York und Toronto besuchten, hatte der berühmte Künstler seit zehn Jahren kein öffentliches Konzert mehr gegeben, sondern publizierte nur noch in seinem Privatstudio aufgenommene Schallplatten. In seinem Perfektionstrieb übte er seine Stücke in „Selbstdisziplin“ und „rücksichtslos gegen sich selbst“ stundenlang, wurde unter Vernachlässigung seines Menschentums  zur „Kunstmaschine“ („Der ideale Klavierspieler […] ist der, der ein Klavier sein will.“) und starb am Klavier an einem Schlaganfall.
Der Erzähler und Wertheimer schlossen zwar ihre Ausbildung erfolgreich ab und hätten wie andere Mitschüler Karriere als Pianisten machen können, waren aber durch den Vergleich mit dem unerreichbaren Vorbild wie gelähmt. Der Erzähler („Ich wollte der Beste sein oder gar keiner.“) verschenkte bald darauf seinen teuren Steinway an eine unbegabte neunjährige Lehrerstochter, um ihn von ihr ruinieren zu lassen, gab das Klavierspiel auf und gestand sich ein, dass er nur aus Protest gegen seine Eltern mit dem Klavierstudium begonnen habe. Er wählte dann als Betätigungsfeld das Philosophische, ohne zu wissen, was dies ist, und begann seinen „Verkümmerungsprozess“. Seine Manuskripte vernichtete er immer wieder wegen Unzulänglichkeit und begann von neuem zu schreiben.
Wertheimer dagegen übte zuerst verbissen weiter und gab schließlich frustriert auf: „Kein Musiktalent […] kein Existenztalent!“. Er verkaufte seinen Bösendorferflügel und wurde Geisteswissenschaftler. Er wollte einen Roman schreiben, arbeitete ihn immer wieder um und kürzte ihn, bis nur noch die Überschrift übrigblieb: „Der Untergeher“. Kurz vor seinem Tod verbrannte er seine umfangreichen Zettelsammlungen mit Aphorismen, die nie veröffentlicht wurden. Er war als unglücklicher „Nacheiferer“ und „Sackgassenmensch“ durch den Vergleich mit Gould „tödlich getroffen“ und konnte sich nicht aus dem Druck seines Anspruchs lösen. So kam er aus seiner „Lebensfalle“ nicht mehr heraus, wurde depressiv und lief immer wieder ziellos durch Wien. Er versuchte nach dem Unfalltod seiner Eltern seine Schwester an sich zu binden und zu bevormunden, bis diese im Alter von 46 Jahren ausriss und, was ihr Bruder ihr nie verzieh, sich mit dem Schweizer Unternehmer Duttweiler verheiratete. Zuletzt wohnte er allein im elterlichen Jagdhaus in Traich.
Dagegen gelang dem Erzähler zumindest die räumliche Distanzierung. Er befreite sich aus seinem Lebenskreis und zog nach Madrid, in die Calle des Prado in die „totale[-] Anonymität“. Dort hat er nach vielen Versuchen seine Schrift über Gould abgeschlossen. Jedoch gedenkt er sie zu verbrennen, um noch einmal neu anzufangen und Wertheimer einzubeziehen. Wie sein Romanprojekt und seine Reflexionen im Wirtshaus zeigen, beschäftigt auch er sich immer wieder mit der Aufgabe seines Karriereplans. Wie Wertheimer ist er sowohl von misanthropischer Wut als auch von masochistischen Tendenzen nicht frei. Er steigert sich immer wieder, bei der Bewertung Salzburgs, Churs einerseits und New Yorks, Madrids andererseits von einem Extrem ins andere fallend, in Rundumschläge hinein: auf seine Lehrer, die „Entwicklungsverhinderer“ und „Kunstaustreiber“, den Kur-, Kultur- und Universitätsbetrieb, die Gastronomie, die großbürgerliche Lebensweise, die dörfliche Beschränktheit und die Eltern, die ihre Kinder in die „Existenzmaschine“ hineinwerfen. Auch er ist gefährdet und in gewisser Weise, wie er von Wertheimer behauptet, in „sein Scheitern verliebt“, aber, und das ist der Unterschied, Wertheimer hat dem Freund „theoretisch“ den Selbstmord zugetraut, ihn jedoch dann „praktisch“ selbst begangen.

### Unterhaltungen des Erzählers mit der Wirtin und dem Holzknecht
Im letzten Romandrittel schildert der Erzähler sein Gespräch mit der Wirtin („sagte sie […] sagte ich“) im Gastraum und in seinem Übernachtungszimmer sowie seine Gedanken darüber („dachte ich“) Es folgen: seine Reflexionen, wieder als Monolog, während seiner Wanderung nach Traich,  seine Unterhaltung mit dem Verwalter in Wertheimers Haus und die Besichtigung von Wertheimers Zimmer. Während im Monolog die Geschichte aus der Perspektive des Erzählers berichtet und bewertet wird, erweitert sich der Roman im Gespräch mit der Wirtin und anschließend mit dem Waldarbeiter in Traich um weitere  Aspekte und andere Sichtweisen. Auch wird das Bild des allgemein über den Weltzustand und die menschliche Gesellschaften räsonierenden Erzählers relativiert: Einzelne Menschen behandelt er durchaus rücksichtsvoll und versucht sie in ihren, wie er sich eingestehen muss, berechtigten Alltagssorgen um den Arbeitsplatz zu verstehen und zu beruhigen.
Die Wirtin der „Dichtelmühle“ hat ihr ganzes Leben hart arbeiten müssen. Das vom Onkel übernommene Gasthaus ist mit einem Mord an einem Wiener Handelsvertreter belastet („Mordhaus“), was zahlungskräftige auswärtige Gäste vom Besuch abhält. Ihr Mann ist in der Papiermühle ums Leben gekommen und sie muss von einer kleinen Rente sich und ihren Sohn ernähren. Das Gasthaus ist schlecht besucht, meist nur von Arbeitern der Papierfabrik, die als Staatsbetrieb verschuldet ist und vielleicht geschlossen werden muss. Dann verlieren 90 % der Menschen im Umkreis ihre Beschäftigung. Die Wirtin hält dem Erzähler, dessen Großonkel Direktor der Papierfabrik war und der in dessen herrschaftlichem Haus in Desselbrunn lange Zeit lebte, den Spiegel vor: Die „feinen Herren“ wüssten gar nicht, was das heißt, so zu leben, wie sie. Sie redeten in „unverständlichen Zusammenhängen“ und „hätten sich keinerlei Sorgen zu machen und verwendeten ihre ganze Zeit damit, was sie mit ihrem Geld und mit ihrer Zeit tun sollen“. Sie selbst habe weder Geld noch Zeit und sei nicht einmal „nur unglücklich“ gewesen, im Gegensatz zu den „feinen Herren“, die „andauernd von ihrem Unglück redeten“. Wertheimer habe oft bei ihr im Gastzimmer gesessen und gejammert, er sei ein unglücklicher Mensch. Dabei hätte der „Herr Wertheimer doch alle Möglichkeiten, glücklich zu sein“, doch er habe seine Möglichkeiten „nie und nimmer“ genutzt. Sie habe sich manchmal seiner „erbarmt“ und ihn mit auf ihr Zimmer genommen, aber Geld habe er ihr keins gegeben, nicht einmal einen Kredit für einen Eiskasten. Nur eine wertvolle Halskette von seiner Großmutter habe er ihr als Erbe versprochen, vermutlich aber nicht in sein Testament aufgenommen. Der Erzähler ergänzt, dass die Wirtin auch ihn so einschätzt: „reich und unmenschlich“. Er erinnert sich, dass Wertheimer ihm einmal sagte, am Tisch des Volkes hätten sie nichts zu suchen.  Offenbar kommt der Erzähler durch die Kritik der Wirtin auf seiner Wanderung nach Traich ins Grübeln. Er sieht seine Neigung zu Ungerechtigkeit und Ungenauigkeit ein, ebenso seine Subjektivität in der Beurteilung Wertheimers: „Wir schildern und beurteilen Menschen immer nur falsch […] gleich wie wir sie schildern, gleich wie wir sie beurteilen.“
In Traich begegnet er dem Wertheimer treu ergebenen Holzknecht Franz Kohlroser, der das Haus während der Emigrationszeit der jüdischen  Familie in England vor den „Nazigrafen“ geschützt hat und dafür zwei Monate lang im Gefängnis saß. Er erinnert den Erzähler an die Sozialisation Wertheimers: Kindheit in England, Rückkehr in der Nachkriegszeit nach Wien mit ca. 14 Jahren. In Traich hatte die Familie keinen Kontakt mehr zu den Nachbarn gesucht. Bald darauf verunglückten die Eltern auf dem Weg nach Meran und die Geschwister waren auf sich allein gestellt. In den Tagen vor seiner Reise in die Schweiz hat Wertheimer „alles Geschriebene“, ganze Zettelstöße verbrannt. Dann lud er eine Gruppe ehemaliger Studienkollegen ein und bewirtete sie. Dafür mussten sie zwei Wochen lang seine Musik ertragen. Er spielte fast pausenlos Händel und Bach auf einem verstimmten schlechten Klavier, so dass sie immer wieder ins Freie fliehen mussten. Sie rächten sich mit Vandalismus im Haus und er ließ sie mit Taxis zur Bahnstation fahren.
Der Erzähler geht, den Besuch abschließend, noch einmal in Wertheimers Zimmer, findet auf dem Plattenspieler Goulds „Goldbergvariationen“ und hört sie sich an.

## Formale Aspekte
Wie viele Romane Thomas Bernhards hat auch Der Untergeher lange Passagen ohne Absätze. Gleich zu Beginn sind drei Sätze abgesetzt – der „vierte Absatz“ allerdings zieht sich bis zum Ende des Buches.
Der Untergeher enthält nur selten direkte Rede, stets eingelassen in den Erinnerungsfluss des fiktiven Autors und daneben fragmentarische Zitate, kursiv gesetzt.
Mit einer eigenwilligen Zeichensetzung fügt Bernhard an ungewöhnlichen Stellen Pausensignale in den Text ein.

## Fiktion und Realität

### Glenn Gould

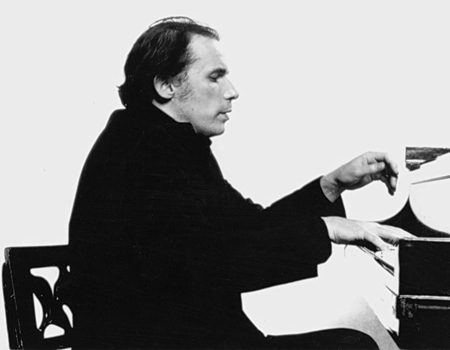
Glenn Gould

In dem Roman ist authentisches und erdichtetes Material miteinander verwoben. Die Romanfigur Glenn Gould unterscheidet sich in einigen Punkten deutlich von der realen Person. Gould studierte nicht in Salzburg und auch nicht bei Vladimir Horowitz, der stilistisch das Gegenteil verkörperte. Gould wird im Roman 51 Jahre alt, während er in der Realität wenige Tage nach seinem 50. Geburtstag starb – nicht am Klavier sitzend, wie im Roman beschrieben.

### Goldberg-Variationen

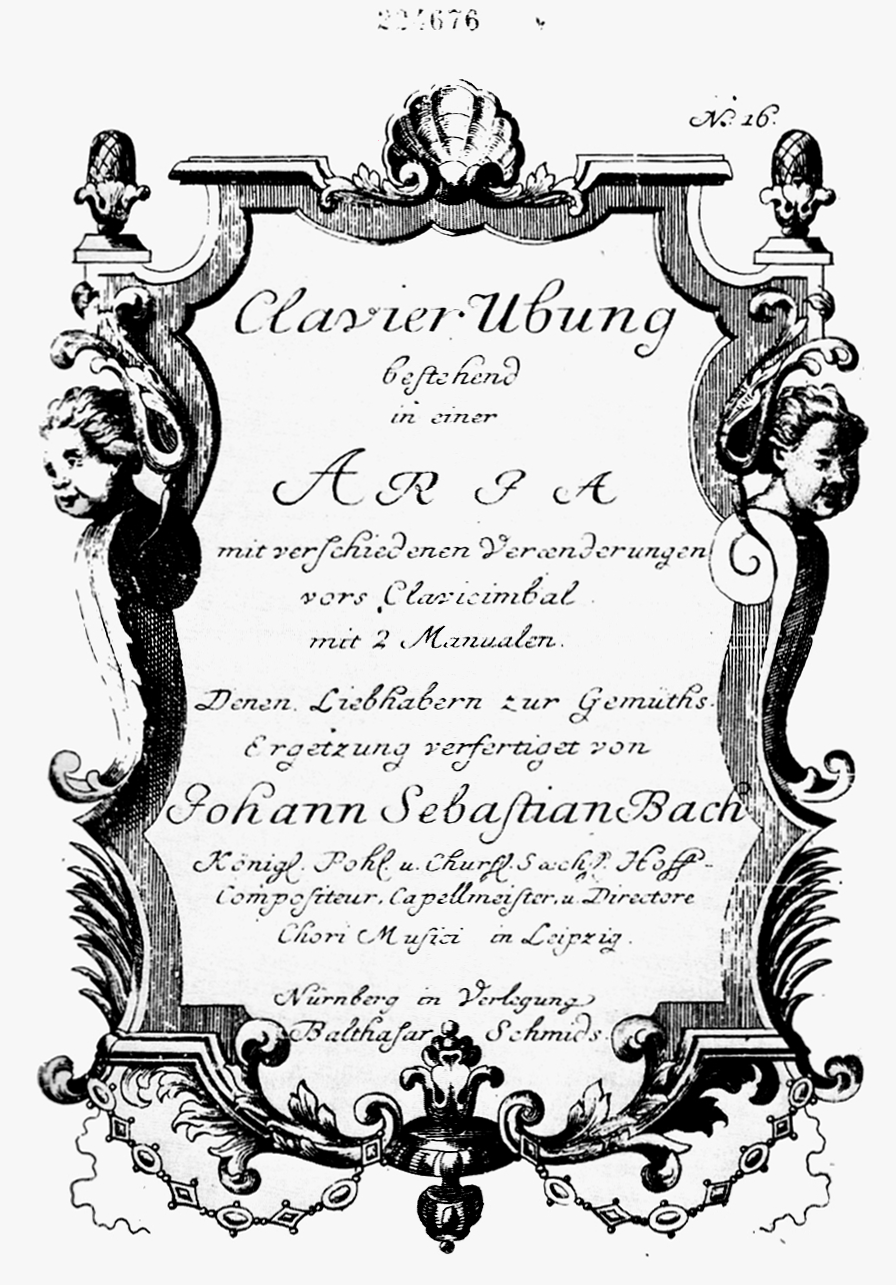
Titelseite der Goldberg Variationen (Erstausgabe)

Nach Liesbeth M. Voerknecht wird die Entstehungsgeschichte der Goldberg-Variationen im Roman persifliert. Die Verbindung zu den beiden Volksliedern des Quodlibet stellten die Wirtin und der Holzfäller her, und Form und Zahlenordnungen der Goldberg-Variationen würden im Untergeher aufgegriffen. So komme das Wort Aria zweimal, das Wort Goldberg-Variationen 32-mal vor und in den einleitenden Absätzen werde ähnlich wie in der Aria Themenmaterial exponiert, das in Variationen den gesamten Roman bestimme.

## Ausgaben
- Erstausgabe: Suhrkamp, Frankfurt am Main 1983, ISBN 3-518-04507-5
- Bibliothek Suhrkamp: Frankfurt am Main 1986, ISBN 3-518-01899-X
- Lizenzausgabe des Verlages Volk und Welt für die DDR: Berlin 1986, ISBN 3-353-00037-2
- Taschenbuch: Frankfurt am Main 1988, ISBN 3-518-37997-6
- Süddeutsche Zeitung Bibliothek: München 2004, ISBN 3-937793-04-6
- Werkausgabe, Band 6: Frankfurt am Main 2006, ISBN 3-518-41506-9

## Adaptionen
Christiane Pohle inszenierte 2013 eine Bühnenfassung von Der Untergeher am Schauspielhaus Graz. Die Brooklyn Academy of Music realisierte 2016 eine einaktige Oper von David Lang, die auf dem Roman basierte.